# Contre-amiral (Canada)
Pour les articles homonymes, voir Contre-amiral et Rear admiral.
Contre-amiral ou Rear admiral est un grade utilisé dans la marine des Forces armées canadiennes.

## Description
Dans la Marine royale canadienne des Forces canadiennes, le grade de contre-amiral (en anglais : rear-admiral) est le troisième grade dans le sens hiérarchique descendant (i.e. en partant du plus élevé). Son abréviation est « cam » et on s'adresse à lui en disant « amiral ». Ce grade correspond à celui de major-général dans l'Armée canadienne et l'Aviation royale du Canada. Le contre-amiral se voit attribuer une voiture d'état-major .

## Insignes de grade
- Tenues de service courant
  -  porté sur les manches du veston (tunique de service). Ce galon est le même pour tous les grades d'officiers généraux de la marine. Des épaulettes ou des manchons d'épaules indiquent le grade particulier du militaire.
  - épaulette rigide.
  - manchon d'épaule ou « épaulette molle ».
- Tenue de mess
  - en tenue de mess, les officiers portent les insignes des anciens grades de la marine royale canadienne, eux-mêmes modelés sur ceux de la Royal Navy britannique.

## Équivalence dans les autres forces armées canadiennes
Le grade de contre-amiral correspondent à celui de major-général dans l'armée de terre et l'aviation des Forces canadiennes.

## Équivalence dans les autres marines militaires
Selon la normalisation de l'OTAN, le contre-amiral canadien (OF-7) correspond à un rear admiral dans les marines américaines et britannique. Il correspond à celui de vice-amiral en France.
| Précédé par le Commodore | Contre-amiral | Suivi par le Vice-Amiral |